# You're Not Sorry
«You're Not Sorry» — пісня жанру кантрі-рок, яка записана американською кантрі-співачкою Тейлор Свіфт та входить в її другий студійний альбом Fearless. Пісня написана Тейлор Свіфт; спродюсована Нейтаном Чапманом та Тейлор Свіфт.
Як промосингл пісня була випущена 28 жовтня 2008 року через лейбл Big Machine Records на iTunes. Версія-ремікс, яка стала саундтреком для телесеріалу CSI: Місце злочину вийшла дещо пізніше. Свіфт написала пісню про свого колишнього хлопця, який, як виявилося, був не тим, ким здавався.
Сингл отримав позитивні рецензії від музичних критиків. Пісня досягла 11 місця канадського чарту Canadian Hot 100. В США сингл досяг 11 місця чарту Billboard Hot 100 та 21 місця чарту Billboard Pop 100. Згодом пісня отримала платинову сертифікацію від компанії RIAA, після того, як продажі перевалили 1 мільйон копій.

## Список композицій
- Цифрове завантаження реміксу[2]

1. «You're Not Sorry» (ремікс CSI) – 4:22

## Чарти
| Чарт (2008)               | Місце |
| ------------------------- | ----- |
| Canada (Canadian Hot 100) | 11    |
| U.S. Billboard Hot 100    | 11    |
| U.S. Billboard Pop 100    | 21    |

## Продажі
| Країна     | Сертифікація (таблиця продажів та сертифікатів) | Продажі    |
| ---------- | ----------------------------------------------- | ---------- |
| США (RIAA) | Платина                                         | +1,000,000 |